# Vítězslav Horn (1929)
Vítězslav Horn (3. března 1929, Jihlava – 21. března 2016, Brno) byl český lékař – osteolog.

## Biografie
Vítězslav Horn se narodil v roce 1929 v Jihlavě, jeho otcem byl primář jihlavské nemocnice Vítězslav Horn, jeho matkou byla Anna Hornová, vnučka továrníka z Jihlavy Carla Löwa. Vyrůstal v Jihlavě a v Grazu. Během druhé světové války pracoval jako pomocný dělník v Havlíčkově Brodě a posléze byl totálně nasazen. Po válce pak vystudoval v roce 1948 gymnázium a mezi lety 1948 a 1953 vystudoval Lékařskou fakultu Masarykovy univerzity v Brně, v roce 1954 začal pracovat na patologicko-anatomickém ústavu téže fakulty, kde působil až do roku 1958. Kvůli rodinnému původu nemohl učit na univerzitě a působil pak až do sametové revoluce jako sekundární lékař.
Mezitím v roce 1953 získal titul kandidáta věd. V roce 1958 nastoupil do fakultní nemocnice, kde pracoval do roku 1960. Od roku 1960 působil na 1. ortopedické klinice Lékařské fakulty v Brně. V roce 1968 se habilitoval a roku 1980 získal titul doktora věd. Od roku 1958 také pracoval jako přednosta tkáňové ústředny Fakultní nemocnice v Brně. Po sametové revoluci byl roku 1991 jmenován profesorem a stal se primářem tkáňové ústředny. V roce 1997 odešel do důchodu. Přednášet studentům začal až po sametové revoluci.